# Чиклова-Ромине (комуна)
Чиклова-Ромине (рум. Ciclova Română) — комуна у повіті Караш-Северін в Румунії. До складу комуни входять такі села (дані про населення за 2002 рік):
- Ілідія (383 особи)
- Соколарі (184 особи)
- Чиклова-Ромине (1247 осіб) — адміністративний центр комуни

Комуна розташована на відстані 352 км на захід від Бухареста, 35 км на південний захід від Решиці, 91 км на південний схід від Тімішоари.

## Населення
За даними перепису населення 2002 року у комуні проживали 1814 осіб.
Національний склад населення комуни:
| Національність | Кількість осіб | Відсоток |
| -------------- | -------------- | -------- |
| румуни         | 1699           | 93,7%    |
| цигани         | 96             | 5,3%     |
| серби          | 8              | 0,4%     |
| німці          | 5              | 0,3%     |
| угорці         | 3              | 0,2%     |
| українці       | 1              | 0,1%     |
| хорвати        | 1              | 0,1%     |
| чехи           | 1              | 0,1%     |

Рідною мовою назвали:
| Мова       | Кількість осіб | Відсоток |
| ---------- | -------------- | -------- |
| румунська  | 1704           | 93,9%    |
| циганська  | 96             | 5,3%     |
| сербська   | 5              | 0,3%     |
| німецька   | 4              | 0,2%     |
| угорська   | 2              | 0,1%     |
| українська | 1              | 0,1%     |
| грецька    | 1              | 0,1%     |
| чеська     | 1              | 0,1%     |

Склад населення комуни за віросповіданням:
| Релігія        | Кількість осіб | Відсоток |
| -------------- | -------------- | -------- |
| православні    | 1618           | 89,2%    |
| баптисти       | 130            | 7,2%     |
| п'ятдесятники  | 34             | 1,9%     |
| греко-католики | 15             | 0,8%     |
| римо-католики  | 11             | 0,6%     |
| не релігійні   | 4              | 0,2%     |
| реформати      | 1              | 0,1%     |
| атеїсти        | 1              | 0,1%     |